# Odontozona striata
Odontozona striata är en kräftdjursart som beskrevs av Doris Alma Goy 1981. Odontozona striata ingår i släktet Odontozona och familjen Stenopodidae. Inga underarter finns listade i Catalogue of Life.